# Maybrunnen

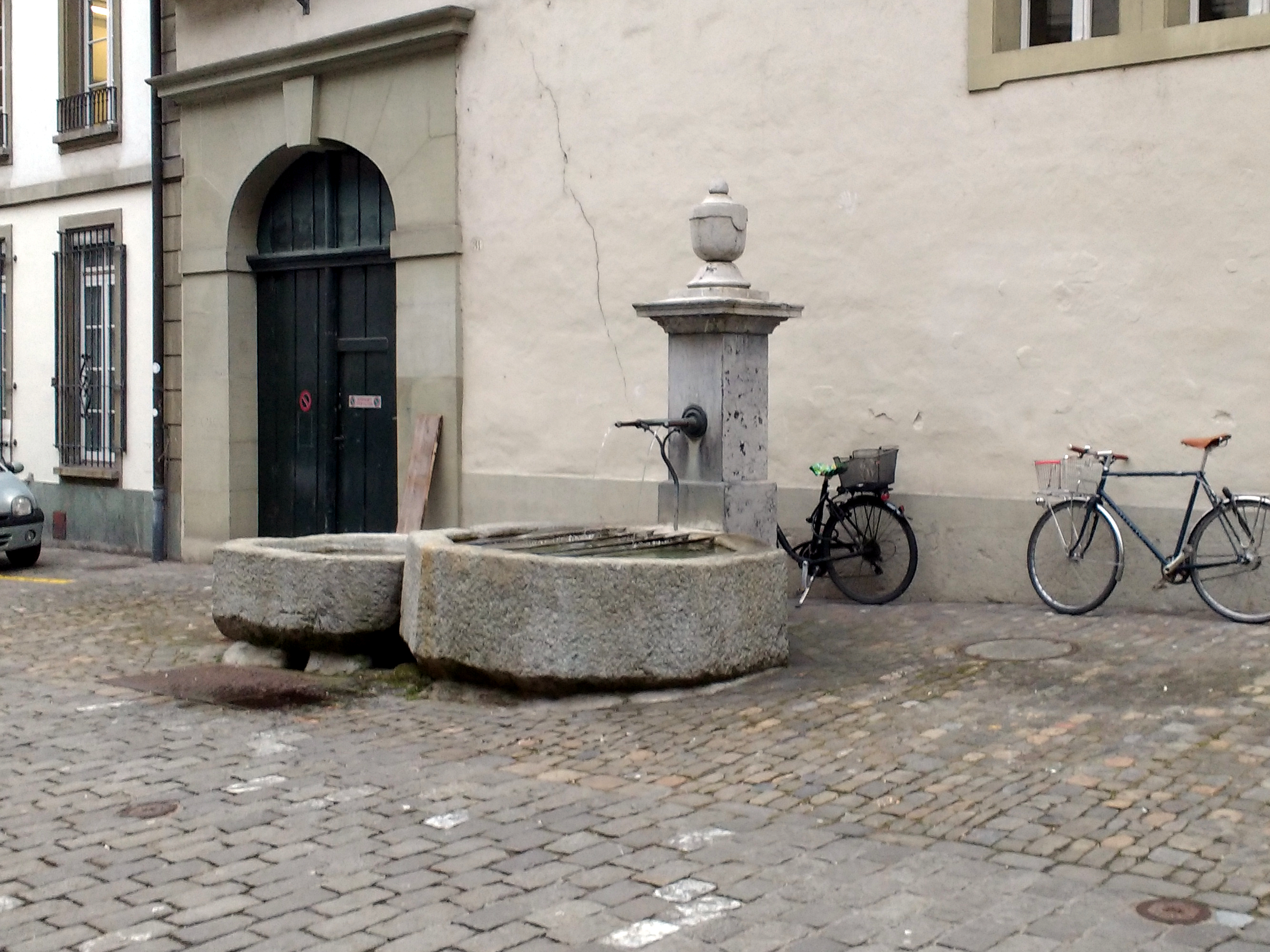
Der Maybrunnen in der Berner Postgasse

Der Maybrunnen, auch bekannt als Unterer Postgassbrunnen oder Hormatsbrunnen, steht vor dem Haus Postgasse 31 in der Altstadt von Bern. Er gehört zu den nichtfigürlichen Berner Brunnen des 18./19. Jahrhunderts. Zusammen mit dem Kronenbrunnen gehört er zu den zwei Brunnen in der Postgasse, welche in Betrieb sind.

## Geschichte
Seit Mitte des 19. Jahrhunderts steht der Maybrunnen oder eben damals Unterer Postgassbrunnen in der heute bekannten Ausführung am selben Ort vor dem Haus Nr. 31 in der Postgasse. Letztere hiess bis 1798 offiziell Hormansgasse oder Hormatsgasse und wurde noch weit bis ins 19. Jahrhundert auch so genannt. Die Postgasse ist der östliche, untere Teil der Hormansgasse oder Hormatsgasse, der westliche, obere Teil ist die Rathausgasse, vormals Metzgergasse.
Das erste Mal wird 1696 ein Laufbrunnen, zu der Zeit wohl noch als Hormatsbrunnen bekannt, im unteren, östlichen Teil der Hormannsgasse genannt. Von 1712 bis 1714 wurde die Brunnenanlage umfassend erneuert unter der Regie des Berner Werkmeisters Samuel Baumgartner und erschien ungefähr um 1717 erstmals auf dem Berner Stadtplan von Johann Adam Riediger.
1738 erhielt der Brunnen ein achteckiges Hauptbecken aus Hartstein und vermutlich auch einen Nebentrog aus demselben Material. Der heute bekannte Vierkantstock wurde vermutlich Mitte des 19. Jahrhunderts gesetzt. Der Stock im rechten Winkel zu den beiden Trögen ist mit einer aus Eisen gegossenen Zwillings-Brunnenröhre ausgestattet, darauf eine Deckplatte mit Vase, was die Empirezeit erahnen lässt. Diese Erscheinung ist bis heute erhalten.

## Trinkwasser
Das Trinkwassernetz von Energie Wasser Bern (ewb) versorgt den Brunnen mit Trinkwasser, dessen Qualität regelmässig überprüft wird.